# Kenza F'Douar
Kenza F'Douar (arabe : كنزة فدوار) est une série télévisée marocaine, de type comédie sociale, réalisée par Hicham Lasri, imaginée et écrite par la scénariste Rita El Quessar. Elle dure 30 minutes. 
La saison 1 de la série est diffusée chaque jour à 22 h20 min tout au long du mois de Ramadan 2014, sur la chaîne marocaine 2M, sur 30 épisodes. La diffusion du premier épisode de la sitcom atteint les 62 % de part de marché, avec un total de 9 millions de téléspectateurs,.

## Synopsis
La série raconte l’histoire de Kenza, une jeune citadine, qui s’installe dans un village isolé pour préparer l’expropriation des terres en vue du passage d’une autoroute. Elle s’installe chez Halima, qui méprise tout ce qui vient de la ville. La vie de Kenza sera à jamais chamboulée au contact de ces villageois entêtés et sympathiques à la fois, elle apprendra de nouvelles valeurs, plus humaines et proches de la nature. 

## Distribution
- Meriem Zaimi: Lauréate de l'Institut supérieur d'Art dramatique et d'animation culturelle de Rabat, Meryem est une jeune comédienne  révélée par Saâd Chraibi dans son film Femmes en miroirs, où elle incarne le rôle de Loubaba. Sa participation à ce film est très enrichissante pour elle car elle n’était qu’attachée au théâtre jusque-là. La comédienne a eu l'occasion de participer jusqu'à présent à plusieurs longs métrages.
- Dounia Boutazout
- Mohamed Bastaoui
- Benaissa Jirari
- Adil Abatorab
- Aziz Hattab

## Personnages
Kenza Berrada Bennani
Personnage central de la série, elle a 33 ans . Elle est fiancée depuis 6 ans et vit avec sa mère. Elle occupe le poste de responsable de projet dans une entreprise de construction de routes et d'autoroutes et est récemment promue. Son objectif est d’obtenir une augmentation et un beau bureau dans la société, ne plus vivre chez ses parents, se marier avec un homme parfait et vivre une vie merveilleuse. Elle rêve d’être la femme citadine moderne: voiture, maison, mari, job. Son rêve secret est d'œuvrer au bien être de la communauté. Elle est dotée d'un grand cœur et aime naturellement les gens. Sa superficialité est un frein à son réel accomplissement.  
Al 3atiss
Il est âgé de 35 ans, il est marié, sans enfant. C’est le Moqadem du village. Il est marié avec Badi3a dont il est fou amoureux, c’est  est un gentil benêt qui a peur de tout et de tout le monde. Il essaye toujours de bien se faire voir. 3atiss a le syndrome de PAN. C’est un enfant qui n’a pas grandi. D’ailleurs sa femme le traite comme son fils. Il se révélera à la fin beaucoup moins idiot que prévu. Son personnage a pour objectif de se faire bien voir de tout le monde et être aimé de tous. Surtout ne contredire et ne contrarier personne. Contenir et calmer les villageois de son douar qui sont intenable. Il rêve d’être aimé des gens de Rabat.
Ben
Ben est un célibataire endurci qui ne croit pas au mariage, c’est un paysan et faux médecin de 55 ans. Son objectif est de rester tranquille et profiter de la vie : c’est-à-dire un bon plat, un bon journal, un programme sympa à la TV. 
Bouchaib
Âgé de 45 ans, il est fiancé à Hlima. Il est vendeur de fruits et légumes à Casablanca. Il habite à Casablanca depuis de nombreuses années et le vit comme un honneur. Il se croit mieux que tout le monde d'ailleurs et plus distingué. C'est une personne arrogante qui méprise ses concitoyens ruraux. Il a pour obstacle ses origines mais surtout le fait que sans rien dans la tête ni dans le cœur, tout le monde se rend compte que c'est un usurpateur. Sauf son frère qui lui voue une admiration aveugle.  
Halima
Âgée de 33 ans et fiancée depuis 14 ans à Bouchaib qui vend des légumes dans une carriole dans les beaux quartiers de Casablanca. Son objectif est de se marier, faire beaucoup d'enfants, et  maintenir l'ordre dans sa famille et dans le village. Elle rêve d'une vie de famille parfaite, de se marier, d'avoir une vie bien réglée… Mais en fait, elle se trompe elle-même… Au fonds d’elle, elle rêve d'une vie extraordinaire.   
Khaouda
C'est une femme au foyer de 55 ans, elle est veuve et mère de deux filles. Pour arrondir ses fins de mois. elle cuisine pour les familles plus aisées . Son objectif est de subvenir aux besoins de ses enfants et leur offrir le meilleur avenir possible.